# S. P. Thamilselvan
S. P. Thamilselvan (tamilisch: சு. ப. தமிழ்ச்செல்வன்; * 29. August 1967 in Chavakacheri; † 2. November 2007 in Kilinochchi) war der Führer des politischen Flügels der Liberation Tigers of Tamil Eelam (LTTE) und der zweithöchste Mann der LTTE-Führung. Er gehört der tamilischen Minderheit in Sri Lanka an und starb bei einem Luftangriff der Sri Lankan Air Force.

## Leben
Suppayya Paramu Thamilselvan trat dem Befreiungsbewegung der LTTE im Jahre 1983 kurz nach den Anti-Tamilen-Ausschreitungen (Schwarzer Juli) bei und war eine Zeit lang der persönliche Bodyguard vom LTTE Führer Velupillai Prabhakaran. Militärische Ausbildung erhielt er mit anderen LTTE-Kämpfern in Tamil Nadu, Indien. Er war der Gebietskommandeur von Jaffna während der IPKF-Intervention in den späten 1980ern und spielte eine Schlüsselrolle bei der Eroberung des "Elefant Pass" (eines der größten Militärkomplexe im Norden).
Der ehemalige LTTE-Kämpfer wechselte im Jahr 1993 in den politischen Flügel nachdem er auf dem Feld am Bein verwundet worden war. S. P. Thamilselvan galt als das Gesicht der Rebellen und führte mit Anton Balasingham während des Waffenstillstands die Verhandlungsgespräche mit Sri Lanka und vielen westlichen Ländern. Er galt als ein enger Vertrauter des Rebellenführers. Nach seinem Tod wurde ihm die höchste Auszeichnung als Brigadier, welche man in der LTTE erreichen konnte, verliehen.
An seiner Beerdigung in Vanni nahmen mehr als 25.000 Menschen teil, darunter war auch die Tamil National Alliance vertreten. Zu seinem Tod hat der Chief Minister von Tamil Nadu M. Karunanidhi selbst ein Trauergedicht geschrieben und veröffentlicht.
S. P. Thamilselvan war verheiratet und hinterließ einen Sohn und eine Tochter.